# Amomum longipetiolatum
Amomum longipetiolatum là một loài thực vật có hoa trong họ Gừng. Loài này được Elmer Drew Merrill mô tả khoa học đầu tiên năm 1932.

## Phân bố
Loài này có ở Trung Quốc (Quảng Tây, Hải Nam) và miền bắc Việt Nam. Tên gọi trong tiếng Trung là 长柄豆蔻 (trường bính đậu khấu), nghĩa là đậu khấu cuống dài. Môi trường sống là rừng ở cao độ 400-600 m.

## Mô tả
Cây cao 50-100 cm. Lưỡi bẹ hình tròn, ~2 cm; cuống lá 2,5-12 cm; phiến lá mặt gần trục màu xanh lục khi còn non rồi trở thành xanh lam xám, mặt xa trục màu xanh lục nhạt, thuôn dài-hình mũi mác, 35-75 × 7-11 cm, mặt gần trục nhẵn nhụi, mặt xa trục như lụa màu ánh vàng, đáy nhọn, đỉnh nhọn. Cụm hoa dạng bông hình elipxoit; cuống ngắn hoặc không có; lá bắc 2-3 cm, gần như màng. Hoa ~9 cm. Đài hoa ~3,5 cm, có lông tơ, đỉnh 3 răng; răng thuôn dài, ~3 mm. Ống tràng hoa ~5,5 cm; thùy thẳng, ~2,5 cm × 4 mm, có điểm mạch hỗ. Các nhị lép bên thẳng, 4-6 mm. Cánh môi màu trắng với phần giữa ánh vàng và phần gốc màu tía, hình trứng ngược, ~3,5 cm. Bao phấn thẳng, 1,2-1,5 cm; phần phụ liên kết 3 thùy, thùy 3-4 × ~1 mm, thùy trung tâm mọc thẳng đứng, các thùy bên cong hình lưỡi liềm, trải rộng. Bầu nhụy thuôn dài-hình elip, 3-4 mm, có lông tơ áp ép dày dặc. Quả nang gần hình cầu, đường kính ~2 cm, có lông tơ màu nâu; cuống 1,5-2 cm. Ra hoa tháng 4-5. 2n = 48.